# Epirhyssa atrata
Epirhyssa atrata là một loài tò vò trong họ Ichneumonidae.